# 聖書の宇宙論
聖書の宇宙論（せいしょのうちゅうろん、Biblical cosmology）とは、旧新約聖書から導かれる宇宙論である。宇宙はイスラエルの神、主によって創造された。創世記1章は天地創造が神の命令によると教えている。
宇宙は3層からなる。天、地、よみあるいは地獄である。

## 旧約聖書で使われている地を指す単語
旧約聖書で地を意味する単語は複数ある。
頻繁に使用されている単語はエレツ（英語：erets。ヘブライ語：אֶרֶץ）があり、他にTebel（ヘブライ語：תֵּבֵל）とAdamah（ヘブライ語：אדמה）がある。
エレツは国、土地、地域、地区、領土、人が住む場所、土など広い意味を持つ単語である。創世記1:1で神が創造した地はこのエレツという単語が使われている。
Adamahとエレツは類義語であり、Adamahは地という意味以外にも人という意味も持つ。また、最初の人アダムと関連している単語でもある。
Tebelはバビロンやパレスチナなど特定の地を指すことがある。
聖書では、「主は地（エレツ）を覆う大空の上にある御座に着かれる。 地に住む者は虫けらに等しい。 主は天をベールのように広げ、天幕のように張り その上に御座を置かれる。」(イザヤ書 40:22 新共同訳) と天の上に神がいるとある。
また、ダビデが神に捧げた歌や、ヨブと友人たちとの論争で出たように、「天の基」(サムエル記下 22:8 新共同訳)、「天の柱」(ヨブ記 26:11 新共同訳)という表現もある。

## キリスト教宇宙論
キリスト教信仰（正教、カトリック、プロテスタント）では無から（ex nihilo）の創造の教理が信じられている。

### 地
人間が住んでいる。聖書は地球平面説によっている。創造論には若い地球説と古い地球説がある。世とも表現される。

### 天
天のベールの頂点の向こう側に、神の御座があるとされる。天の水があるとされる。

### よみ
地下にあるとされる。使徒信条に「よみにくだり」とあるが、この解釈はローマのカトリック教会とプロテスタントでは異なる。悪魔と悪魔に従った者は、最後の審判の後に地獄に落ちる。